# 大理石拱门圣母领报堂
大理石拱门圣母领报堂（The Church of the Annunciation, Marble Arch）是英国伦敦的一座圣公会教堂、二级登录建筑，位于大理石拱门地区，靠近布莱恩斯滕广场和蒙塔古广场。该堂以圣母领报命名。爱德华哥特复兴建筑是由沃尔特·塔珀爵士设计。
该堂属于高教派，支持传统礼仪。汉普登格尼学校与该堂密切相关。

## 历史

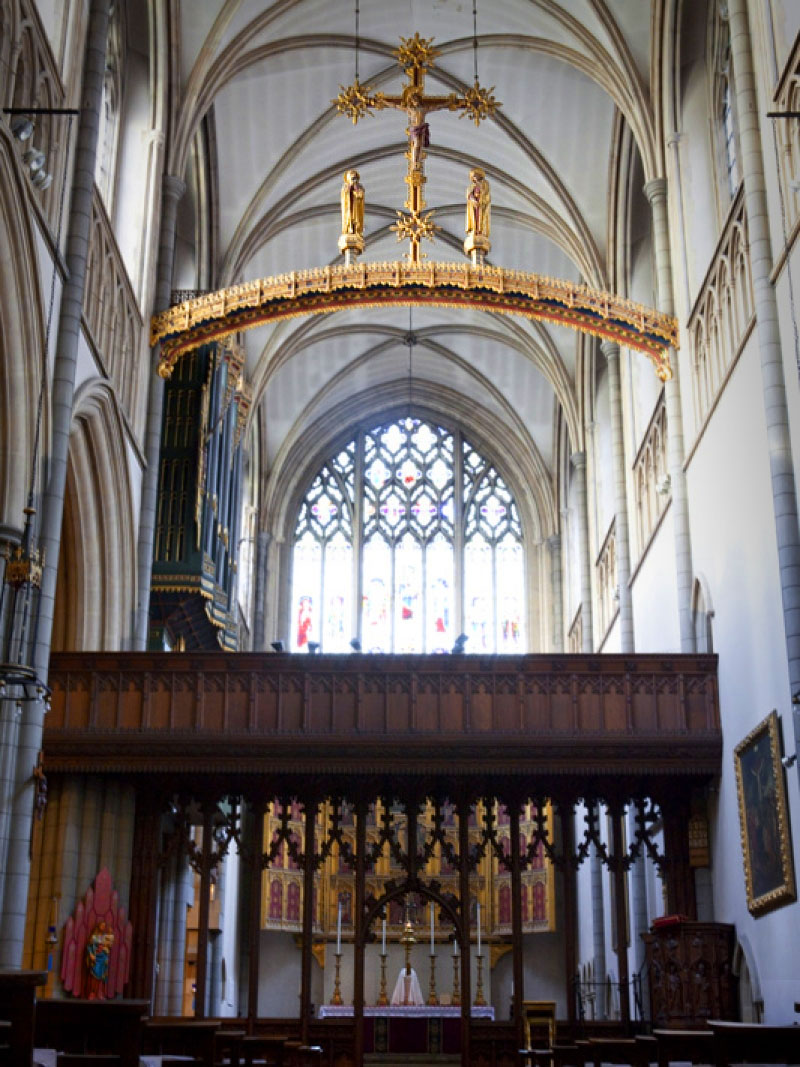
罗伯特·布里奇曼的凯旋十字架

该堂由英国建筑师沃尔特·塔珀爵士建于1912-13年，他的老师乔治·弗雷德里克·宝得来是中世纪复兴建筑的领军人物。这是一座晚期哥德复兴式（或爱德华哥特式）风格的红砖教堂。